# 長谷川武次郎
長谷川 武次郎（はせがわ たけじろう、嘉永6年10月8日（1853年11月8日） - 昭和11年（1936年）7月19日）は、日本の実業家、出版家、新版画の版元。「欧文日本昔噺」シリーズの刊行者として知られる。

## 来歴
嘉永6年、父・西宮與惣兵衛と母・袖の次男として江戸京橋に生まれる。家業は商家であったが具体的に何を生業としていたかは所説あり、質屋、魚屋を営んだのち、酒屋、食料品や酒類の輸入業などを行っていたようである。武次郎は十代後半の頃に、アメリカ合衆国長老派教会から派遣されてきた宣教師・クリストファー・カロザースが築地で開いた英語塾に入塾し、やがて高度な英語力を身に付けるとともに、キリスト教や聖書にも心を惹かれたとされる。また時期は不明であるが、ウィリアム・コグスウェル・ホイットニーを迎えた商法講習所でも学んでいる。明治11年（1878年）9月28日、母方の親戚筋である長谷川清七の養子となり、長谷川姓となった。この頃から長谷川商店を運営し輸入販売業を営んでいる。また、前年の明治10年（1877年）には最初の結婚をしており、明治13年（1880年）には夫婦揃ってディビッド・タムソンから洗礼を受けている。
兄である西宮松之助が発行人や出版人として関わっていた出版社の弘文社に武次郎も関わるようになり、明治18年（1885年）頃からタムソンに翻訳を依頼した「欧文日本昔噺」シリーズを刊行していった。これは日本人の外国語学習の為に、馴染みのある昔話を英語、フランス語、ドイツ語に訳した平易だが品格のある文章と伴に多色刷りの美しい挿絵を殆どのページに載せたもので、それまでに誰も試みた者がいない画期的なものであった。表紙や挿絵は小林永濯が「鮮斎永濯」の名で受け持ち、国外へも輸出されることになる。シリーズは明治18年10月の『舌切雀』を皮切りとして『猿蟹合戦』、『花咲爺』、『桃太郎』、『鼠嫁入』、『勝々山』、『瘤取』、『浦島』と1年も経ずして刊行が続き、翌明治19年（1886年）5月には「挿絵改正鮮斎永濯画」の『桃太郎』が再版された。のちにはオランダ語版やロシア語版といった翻訳言語の種類を増やして行き、再販もされて人気のあった『桃太郎』を「欧文日本昔噺」シリーズの「第一号」として、順次番号を付していった。
明治20年（1887年）にはシリーズの製本にちりめん状のしわ加工を施した縮緬紙を導入し、その独特の風合いによる美麗な様は海外で持て囃された。永濯が病気がちとなってからは、河鍋狂斎を経たのちに鈴木華邨等を絵師として迎え、表紙や挿絵を担わせた。のちには翻訳者にジェームス・カーティス・ヘボン、バジル・ホール・チェンバレン、ジェイムス夫人（Kate James, 生没年不詳）、フェリックス・エブラール（Felix Evard, 1844-1919）、ジョゼフ・ドートルメール、アドルフ・グロート、ファンスケルムペーギ（P.G.van Schermbeck, 生没年不詳）等を加えている。縮緬紙版の出現は「欧文日本昔噺」シリーズの人気を急激に加速させることになり、また、弘文社の主力商品となった。最終的に「欧文日本昔噺」シリーズは、英語版第1シリーズ全25巻、第2シリーズ全3巻、フランス語版全20巻、ドイツ語版全7巻、スペイン語版全10巻、ポルトガル語版全10巻、ロシア語版全1巻、オランダ語版全1巻が刊行され、合本版も制作された。翻訳者には新たにラフカディオ・ハーンやカール・フローレンツなども加わっている。
武次郎は新たな企画を次々と生み出して事業を拡げていった。明治22年（1889年）、武次郎は鹿鳴館で開かれたフォノグラフの改良型蓄音機グラフォフォン試聴会に出席、試聴会を開催したアメリカグラフォフォン社のグラハム・ベルから日本や中国大陸向けの支店開設を薦められた。この支店開設が実現されたかどうかは定かではないが、武次郎は明治24年（1891年）頃に尾花千一の開発した国産蓄音機の販売を開始している。また武次郎は木版画を海外へ輸出するとともに国内では海外の輸入品や教室で使用するための掛図を販売した。例えばワインのツィンファンデル（Zinfandel)を輸入販売し、イギリス、アメリカ、ドイツ、フランス四カ国語の書籍や新聞、高級西洋文具、西洋名画写真、陶製人像、室内装飾写真帖、室内装飾用インキスタンド、ドイツ製コピイプレス（湿式複写機）などの輸入雑貨を販売している。明治26年（1893年）に開催されたシカゴ万国博覧会に出品し入賞も果たした。
明治27年（1894年）以降、武次郎はフランスやドイツに対しても販路を拡大しようとしていた。カール・フローレンツの知己を得て、彼から独仏関係出版物の欧文割付、印刷、製本などの教授を受けた。 武次郎はフランス関係出版物の拡充を図り、その出版には奉書紙を採用している。明治29年（1896年）には華邨が描いた日本の風景木版画にエミール・ヴェルハーレンによる原詩の賛を付した袋綴じ本「Images Japonaises」を出版している。これと同じく奉書紙を用いた「Scènes du théâtre japonais」は共に明治33年（1900年）のパリ万国博覧会に出品され、武次郎は金賞を受賞した。また、明治28年（1895年）にはポール・ケーラスの"A Story of Early Buddhism"を原文のまま華邨の挿絵を添えて縮緬本として出版した。この中の一説"The Spider Web"は後に芥川龍之介が小説「蜘蛛の糸」として発表する源流となった。
明治30年（1897年）には輸出向けに木版摺り絵入カレンダーの販売を開始、絵師には新井芳宗、華邨、三島蕉窓等を迎え、特に海外で歓迎されることになり、余りの注文の多さに武次郎は「一時は困るくらい盛んに注文がありました。」と回想している。絵入カレンダーの販売は早くとも大正半ば過ぎまで続けられた。明治40年（1907年）頃、東京府北豊島郡日暮里町（現在の東京都台東区根岸3丁目）の旧陸奥宗光邸を購入し自身の住居兼社屋として使用した。 単行本では日本の古典文学や歌舞伎、寄席などの日本文化を海外に向けて紹介し、また仕掛け本を制作して見る者を楽しませた。昭和初年の頃、長谷川版の版元として小早川清、庄田耕峯、鈴木華邨の新版画を版行している。昭和11年7月19日に歿した。

## 家族
明治10年の最初の結婚は長くは続かなかったらしく、明治18年に小宮屋寿（やす、慶応3年6月18日生）と再婚した。明治20年2月以降に長男の敬事をはじめとした3男3女を屋寿との間に儲けている。屋寿は木版印刷業を営む小宮惣次郎のひとり娘であった。やがて父から印刷製本事業を継承し、彫り師や摺り師と契約を結んで印刷者として武次郎を支えた。詳細は不詳であるが入籍は遅れ、明治36年（1903年）に東京裁判所の決定により小宮姓からの改姓が認められ武次郎に入籍した。以降も屋寿は武次郎が歿するまで出版事業を続けた。次男与作は西宮姓を名乗り武次郎の事業を受け継いでいる。

### 註釈
1. ↑  武次郎の没年月日はFrederic Alan Sharf（1994年）は昭和13年7月19日と記し[3]、鈴木あゆみ（1994年）は昭和12年7月19日と記していた。一般的には鈴木の記載が用いられてきたが、榎本千賀が武次郎の墓碑を確認したところ、昭和11年7月19日が没日であることが判明している[2]。
2. ↑  大塚奈奈絵（2015年）によれば、武次郎が弘文社の名義で行った最初の出版物は明治12年刊行の「簿記学例題」（森嶋修太郎著）であり、続いて「近世の大発明二大発明 電話機蘇言機」（小宮山弘道訳）を刊行している。弘文社に関わった頃の武次郎はこの様な実用書の出版を中心としていたことが窺える[7]。
3. ↑  「欧文日本昔噺」シリーズの最初の刊行は、明治18年10月の英語版『舌切雀』である。武次郎は大正3年（1914年）の「美術新報」に回想記『木版画の輸出』を掲載しているが、これによれば「木版画の輸出を私が始めたのは、明治十六年の頃」で「日本の昔噺を木版刷の絵本にして英文の説明を加へて出したのが始め」としており[9]、稍々時期にずれがある[10]。
4. ↑  縮緬紙自体は18世紀の末頃から浮世絵などに使用されていたとされるが、全てのページで縮緬紙による製本を使用した例はそんなにはなかったとされる[16]。
5. ↑  華邨に対する評価は海外で高まっていった。一例としてポール・ケーラスは武次郎に対して自著の挿絵画家として華邨を指名している[17]。
6. ↑  武次郎は明治31年に"A Story of Early Buddhism"を邦訳した「因果の小車」（鈴木大拙訳、釈宗演校閲）を出版している。芥川龍之介はこの訳書を基として「蜘蛛の糸」を執筆した[24]。